# Sa Pobla
Sa Pobla település Spanyolországban, a Baleár-szigeteken. Sa Pobla Alcúdia, Muro, Llubí, Inca, Búger, Campanet és Pollença községekkel határos. Lakosainak száma 14 630 fő (2024).

## Népesség
A település népessége az elmúlt években az alábbi módon változott:
| Lakosok száma | 10 736 | 11 442 | 12 122 | 12 766 | 12 881 | 12 709 | 12 714 | 13 475 | 13 873 | 14 630 |
|               | 2001   | 2004   | 2006   | 2009   | 2011   | 2014   | 2016   | 2019   | 2021   | 2024   |